# 정명옥 (성우)
정명옥(1951년 11월 8일 ~)은 대한민국의 성우이다. 1973년 MBC CM에 입사했으며, 현재는 MBC CM 1기이다. 문화방송 성우극회 소속.

## 주요 출연작품

### 방송
- MBC 100분 토론 - 예고
- SBS 호기심 천국 - 나레이션

### 캠페인
- 1990년대 초반까지의 대다수 MBC캠페인
- 경인방송 1998년 경제를 살립시다 캠페인 외식 편
- 공익광고협의회 힘찬 전진 편 (1984)

### 광고
- 신미에프앤비(1988년 당시 신미식품)의 초밥용 유부피
- 맥소롱(1982년)
- 한일전기
- 상일리베가구(1980년대)
- 유진참치 시리즈
- 세미광 - 진흥화학
- 신풍 로시덴캡슐
- 포미(섬유유연제) - 맨 첫마디와 끝마디에만 제품명 멘트
- 한국후지필름 - 1982 월드컵, 1984 올림픽 공식필름 소개
- 럭키(현 LG생활건강) 스프레이제
- 한알(기업) 가스누출자동차단기
- 한미약품 (노원, 에크론크림)
- 모나리자화장지 (1982년 신년물)
- 삼화 바이타 (1982년 신년물)
- 크리오 대일화학 (극희일부)

```
* 네오파스
* 대일파스
* 대일밴드
* 대일 영밴드
* 대일시프
* 빠삐 시리즈
* 대일 접착체 및 테이프
* 자미펜
* 바이패취
* 대일 인도팝 - DDS편
* 대일 샘파스 - 정명옥 버전과 
한상덕
 버전이 있는데, 
백일섭
이 출연한 버전은 100% 정명옥 버전이다.
```

- 고려합섬(현 롯데케미칼), 고합상사 (해피론 타일카페트)
- 물먹는 하마 (2002년 뉴스기자 편)
- 현대자동차 뉴 엑센트 린번 (라디오광고)
- 기아자동차 (봉고, 타우너)
- 제일은행
- 88석궁
- OK캐쉬백 왕대박잔치 (라디오광고. 1개)
- 코니아일랜드 (아이스크림 프랜차이즈)
- 오뚜기 - (미향, 솥밥)
- 국제전광사
- 수협
- 미원
- 유유 린락사
- 부르뎅 아동복
- 엔딕스 - 동광제약
- 중앙종묘
- PDP모기약
- 삼익피아노
- 논노 (1982년 가을 신상품 퍼레이드)
- 코주부 생선묵
- 켈로그 코코아팝스
- 중소기업은행(현 IBK 기업은행)
- 린나이코리아 - 콤비 가스레인지
- 서울우유
- 쌍용자동차(거화) 코란도
- MVP스포츠화
- 재능교육
- 코오롱그룹
- 마미손
- 백양 하이나
- 한일전기
- 금강 (현 KCC) - 금강암면
- 매기 쇠고기 진국
- 재능교육 재능수학
- 해태 러브리비스킷 - 자매품 소개:해태 사루비아
- 동아출판사 동아전과
- 동아전람 동아 빌딩 리모델링 전원주택 박람회 (동아전람)
- 제2회 2004대한민국 창업박람회 (한국노동조합총연맹
- 모스크바 로얄아이스서커스 내한공연 (뮤지컬컴퍼니광장)
- 빠이롯드 필기구 일부 제품
- MBC 건축박람회 (동아전람)
- 국제신문 - 조간국제신문
- 영진약품 (판크레온에프 2개, 구론산바론드 에스 1개, 영천디에스 1개)
- 웅비홈쇼핑 파워돌핀청소기
- 코리아 홈쇼핑 요술전동블럭 아이큐키
- 마이크로클리너 플러스 (홈쇼핑)
- 용호농장가구단지
- 태평양익스프레스

### 지역광고
수도권, 강원
- 미도파백화점
- 피보약국 (서울 신당동. 라디오광고)
- 평화시장 (서울 청계천로. 라디오광고)
- 국일관 (서울 종로. 성인업소)
- 정통중국요리 만보장 (서울)
- 쉐라톤 워커힐
- 속초 현대 리조트 타운 (강원)

충청권
- 대전상호신용금고
- 흥업백화점 (충북)
- 백학소주 (충북)

호남권
- 광주은행
- 초원의 집 (광주)
- 한남투자신탁 (광주)

영남권
- 부곡하와이랜드 (경남)
- 무학소주 (경남)
- 남천 제일학원 (부산)
- 노송가구 (대구) 6개점포 행사. 1990년

### 안내 음성
- 새마을호 안내 방송

### 라디오
- MBC 격동 50년

### 행사 안내
- 부산 국제기계대전 홍보
- SBS가 주최, 주관, 후원하는 일부 행사 안내
- MBC 주최, 주관, 후원하는 1990년대까지의 거의 모든 행사 안내